# Парадокс нагромадження
Парадокс нагромадження (англ. sorites paradox від дав.-гр. σωρείτης) — парадокс, що постає через невизначеність предиката. Парадокс ку́пи — приклад цього парадокса, коли ми уявляємо купу піску з якої одна за одною прибираються крупинки. Чи це все ще купа коли лиш одна крупинка залишилась? Якщо ні, тоді коли відбувся перехід від купи до не купи?
Хоча парадокс нагадує математичний, він більшою мірою розглядається як логічний і семантичний, оскільки в ньому йдеться про невизначеність значення слова «купа».

## Формулювання

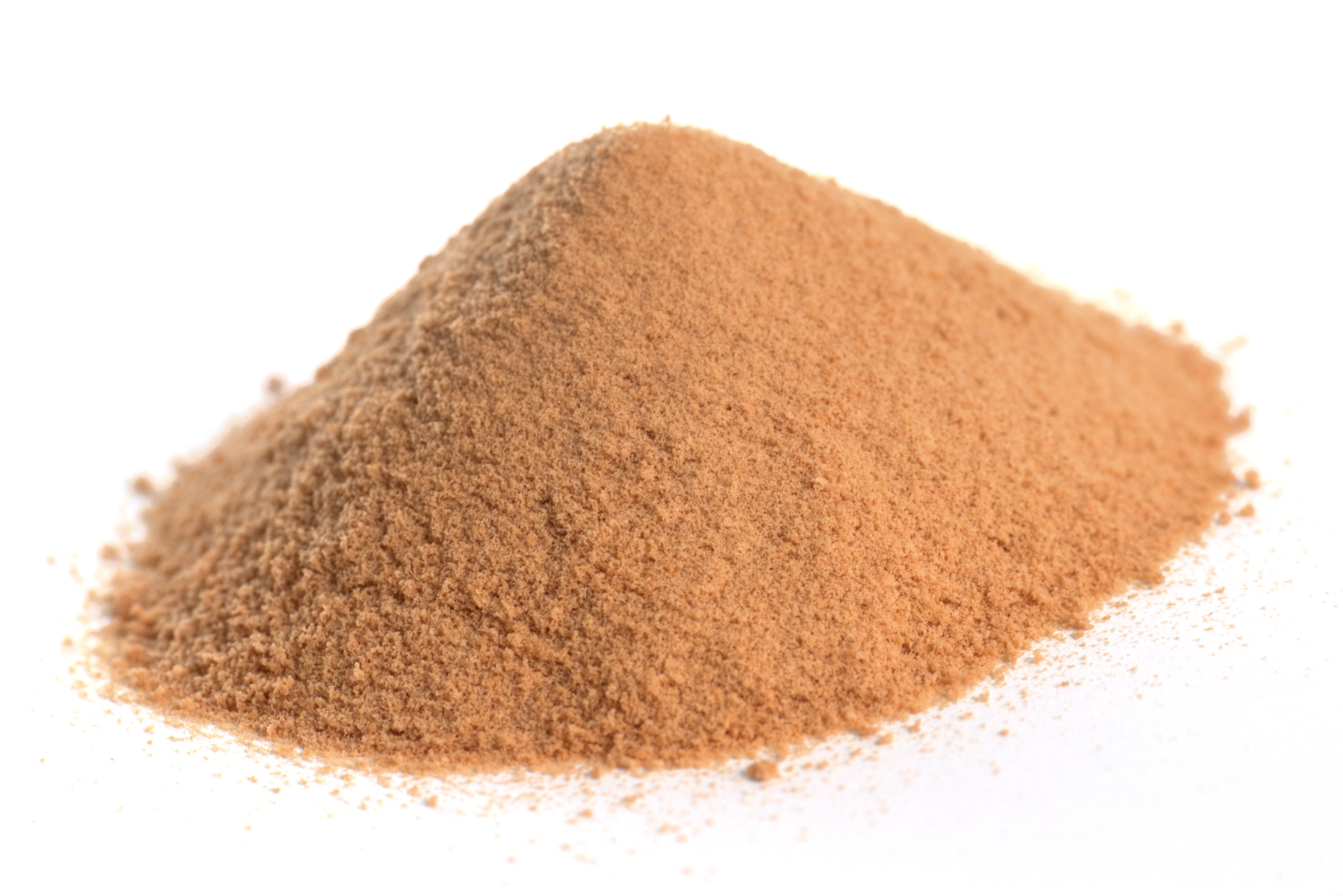
Якщо з купи прибирати одну зернинку за раз, в який саме момент вона перестає бути купою?

Першу згадку цього парадокса зазвичай приписують мегарському філософу Евбуліду (IV ст. до н. е.). Але парадокс не викликав особливого інтересу до кінця XIX ст. Філософи-марксисти неогегелівської традиції, такі як Георгій Плеханов, наводили цей парадокс як доказ неспроможності «звичайної» логіки проти діалектики. У другій половині XX ст. пожвавився інтерес до парадокса купи через увагу до особливостей природної мови, включаючи її нечіткість.
Парадокс передбачає, що в ньому йдеться про сукупність однорідних елементів, які не відрізняються між собою, або мало відрізняються. Якщо предикат застосовується до одного елемента, то застосовується й до сусіднього. Але при цьому предикат повинен бути істинним для першого значення в ряду елементів і хибним для останнього, що породжує суперечність. Наприклад:
- Є купа зерна з мільйона зернин. Якщо з купи забрати 1 зернину, вона залишиться купою. Якщо забрати 2, 10,100… вона все ще залишиться купою. Якщо забрати 999999 зернин, то лишиться єдина зернина і це вже не буде купа. То де купа перестає бути купою?
- Людина без волосся на голові лиса. Якщо вона має 1 волосину, вона теж лиса. Якщо має 2 волосини — все одно лиса. За якої ж тоді кількості волосся вона перестане бути лисою?

Парадокс може поширюватися і на інші області життя. Наприклад, абіогенезу: в який момент неживі системи стають живими? Або в який момент примати стали людьми? За якого віку людина стає старою? За якої концентрації забрудника тканина ще лишається чистою? В теорії корисності парадокс купи стосується вподобань споживачів. Наприклад, люди не помічають невелике зменшення маси товару.
Оскільки 1 елемент — це не купа, але певна кількість таких елементів є купою, то існує число n, за якого це ще не купа, а за n+1 — вже купа. Але справа в тому, що n невизначене. «Купа» — це така ж умовність, як «старий», «багатий» або «тонкий». Невизначеність зазвичай розглядається як семантична особливість мови.

## Підходи до вирішення
- Встановлення чіткої межі. Парадокс вирішується, якщо встановити штучну межу, за якої кількість елементів стає купою[5].
- Відносність «купи». Купа перестає бути купою залежно від того, який був її початковий розмір (який початковий стан системи)[6].
- Консенсус. Чи є певна кількість елементів купою визначається консенсусом між особами, які розглядають сукупність елементів[5].

## Інтернет-ресурси
- Zalta, Edward N. (ред.). Sorites Paradox. Stanford Encyclopedia of Philosophy. by Dominic Hyde.
- Sandra LaFave: Open and Closed Concepts and the Continuum Fallacy